# 尼古拉·默勒斯库
尼古拉·默勒斯库（羅馬尼亞語：Nicolae Mărăscu，1898年7月1日—？），罗马尼亚男子橄榄球运动员。他曾代表罗马尼亚国家队参加1924年夏季奥林匹克运动会橄榄球比赛，获得一枚铜牌。